# 클로즈드 노트
클로즈드 노트(일본어: クローズド・ノート)는 일본의 소설이다. 차후에 영화로 제작되었다.

## 스토리
초등학교 선생님이 꿈인 대학생 호리이 카에는, 이마이 문구점으로 만년필을 사러 온 일러스트레이터 이시토비 류우와 만난다. 카에는 그림을 그리는 데 딱 맞는 만년필을 찾는 이시토비에, 점차 호감이 가기 시작한다.
카에의 집 앞에는, 이전의 거주자의 잃어버린 물건이라고 추측되는 1권의 노트가 있었다. 처음은 읽을 생각은 없었지만, 친구가 유학한 것도 있어서, 문득 외로움을 느낀 카에는 그 노트를 읽어 버리고 만다.
그 노트에는, 이전의 거주자가 그 노트를 잃어 버리기 전에 노트의 주인, 초등학교 교사 마노 이부키와 학생들과의 시간들, 그리고 가장 사랑하는 사람“륭”에 대해 써있었다.
노트를 읽어나가는 동안 카에는, 이부키의 생각이나 삶의 방법에 공감하게 된다. 그러나, 그 노트에는 놀랄 만한 사실이 숨겨져 있었다.

## 등장인물
- 호리이 카에
- 이시토비 류
- 마노 이부키